# Future (Future)
Future è il quinto ed eponimo album in studio del rapper statunitense Future, pubblicato nel febbraio 2017.

## Tracce
1. Rent Money – 4:25
2. Good Dope – 2:52
3. Zoom – 4:38
4. Draco – 3:45
5. Super Trapper – 3:50
6. POA – 4:08
7. Mask Off – 3:23
8. High Demand – 3:31
9. Outta Time – 2:48
10. Scrape – 3:37
11. I'm So Groovy – 4:21
12. Might as Well – 3:27
13. Poppin' Tags
14. Massage in My Room – 2:35
15. Flip – 4:14
16. When I Was Broke – 3:05
17. Feds Did a Sweep – 4:30

Tracce esclusive della versione digitale
1. Used to This (feat. Drake) – 3:00
2. Mask Off (Remix) (feat. Kendrick Lamar) – 4:18
3. Extra Luv (feat. YG) – 4:06